# Federación Independientes de Ibiza y Formentera
La Federación de Independientes de Ibiza y Formentera (FIEF) fue una coalición política española de las islas Pitiusas liderada por Cosme Vidal Juan, que se presentó a las elecciones al Parlamento de las Islas Baleares de 1991 y, a las cuales obtuvo un representante al Parlamento de las Islas Baleares y otro al Consejo Insular de Ibiza y Formentera. En las elecciones al Parlamento de las Islas Baleares de 1995 perdió ambos escaños y se disolvió en otras formaciones de independientes.
- Datos: Q5943850